# Neoseiulus driggeri
Neoseiulus driggeri är en spindeldjursart som först beskrevs av Specht 1968.  Neoseiulus driggeri ingår i släktet Neoseiulus och familjen Phytoseiidae. Inga underarter finns listade i Catalogue of Life.